# Pokrzywnica (gmina w guberni kaliskiej)
Pokrzywnica (od 1870 Piątek) – dawna gmina wiejska istniejąca do 1870 roku w guberni kaliskiej. Siedzibą władz gminy była Pokrzywnica.
Za Królestwa Polskiego gmina Russocice należała do powiatu łęczyckiego w guberni kaliskiej. 31 maja 1870 do gminy przyłączono pozbawiony praw miejskich Piątek, po czym gminę przemianowano na Piątek.